# Peace TV
Peace TV est une chaîne de télévision satellitaire à but non lucratif, diffusée 24/7 à partir de Dubaï, Émirats arabes unis.

## Description
Les programmes de Peace TV sont en langue anglaise et diffusés en clair. Le fondateur et président de Peace TV est le prédicateur islamique Zakir Naik.
Depuis le 21 janvier 2006, Peace TV a été diffusée dans plus de 200 pays dans le monde, notamment en Asie, Europe, Afrique, Australie et Amérique du Nord. En 2009, sa chaîne affiliée Peace TV Ourdou a été lancée, dédiée aux téléspectateurs parlant l'ourdou,et le 22 avril 2011, Peace TV Bangla, en langue bengali. 
Peace TV couvre des événements en direct, des conférences et programmes pour les adultes et les jeunes, ainsi que des programmes éducatifs pour les enfants. Son président, Zakir Naik, la présente comme une chaîne d'« edutainment ».

## Histoire
Peace TV est lancée sur Arabsat par le satellite BADR-3 en octobre 2006.
Elle est également disponible gratuitement à partir de l'application LiveStation de télévision par satellite.
La chaîne a reçu 1,25 million de dollars en 2009 de l'Islamic Research Foundation International, un organisme de bienfaisance détenu par Zakir Naik.
En 2011, l'autorité régulatrice des télécommunications au Royaume-Uni Ofcom a étudié les allégations accusant la chaîne de diffuser des messages extrémistes. Certains de ses programmes ont désigné les Juifs comme des ennemis de l'Islam, et les attentats du 11 septembre 2001 comme un complot intérieur aux États-Unis.

En 2012, l'Ofcom a jugé que la chaîne avait enfreint les règles de télécommunication stipulant que les commentaires offensants devaient être justifiés par le contexte. Il a été statué sur les énoncés suivants, qui ont été diffusées le 8 mars 2012 dans le programme Dare to ask :
« Un groupe de savants, ils disent que si un musulman, s'il devient un non-musulman [inaudible] il doit être mis à mort. Il y a un autre groupe de savants qui dit que si un musulman devient un non-musulman et propage sa nouvelle foi à l'encontre de l'Islam, alors il devrait être mis à mort.
J'ai tendance à être d'accord avec le deuxième groupe de savants, qui disent qu'un musulman, s'il devient un non-musulman et propage sa nouvelle foi à l'encontre de l'Islam, il est temps que cette pénalité soit appliquée. »
En réponse, PeaceTV déclara qu'ils ne faisaient que répéter les enseignements du Coran. 
La chaîne fut diffusée en Inde à partir de 2006, mais à partir de 2009 elle omit de s'inscrire auprès de Ministère de l'Information et de la Radiodiffusion, ce qui est illégal. Hathway arrêta donc la diffusion de la chaîne. Zakir Naik nie être propriétaire de la station, et affirme qu'elle est gérée par une société implantée à Dubaï. Peace TV a été interdite en Inde en 2012, le gouvernement alléguant qu'elle diffusait du contenu malveillant et anti-indien. Zakir Naik a nié tout lien avec ce type de revendication .

## Prix et nominations
En janvier 2013, Peace TV a été nommée comme Média responsable de l'année par les British Muslim Awards.

## Controverses
Au Bangladesh, une importante controverse suivit l'attaque terroriste de Dacca en juillet 2016, lorsque l'enquête révéla qu'un terroriste impliqué dans la fusillade suivait la page Facebook de Zakir Naik et semblait influencé par son discours. Le terroriste avait posté des sermons de Zakir Naik sur les réseaux sociaux où Naik exhortait « tous les Musulmans à être des terroristes », disant : « s'il terrorise un terroriste, alors il suit l'Islam ».
À la suite de cet incident, la chaîne fut interdite au Bangladesh. Hasanul Haq Inu, le Ministre de l'Information du Bangladesh a déclaré que « Peace TV n'est pas compatible avec la société musulmane, le Coran, la Sunna, les Hadiths, la Constitution du Bangladesh, notre culture, nos coutumes et  rituels ».
Selon les investigations de CNN-News18, l'argent recueilli par Zakir Naik par le biais de son ONG Islamic Research Foundation International aurait été détourné afin de financer la chaîne.

## Personnel et animateurs
Inde
- Zakir Naik
- Mohammed Naik
- Mohammed Jafer Qureshi, Syndic (royaume-UNI)
- Faiz-ur-Rahman
- Abdul Karim Parekh
- Sanaullah Madani
- Shamim Fauzi
- Abdul Basit Madani

États-Unis
- Yusuf Estes
- Yasir Qadhi
- Yassir Fazaga
- Ammar Amonette
- Abdullah Hakim Rapide

Canada
- Bilal Philips
- Jamal Badawi
- Said Rageah

Autres
- Abdur Raheem Green
- Hussain Yee
- Israr Ahmed
- Jafar Idris
- Salem Al Amry